# Železniška postaja Naklo
Železniška postaja Naklo je ena izmed železniških postaj v Sloveniji, ki oskrbuje bližnje naselje Naklo. Po ukinitvi odseka proti Tržiču služi le še kot nakladališče, pretežno lesa. V ta namen je bila pred kratkim zgrajena nakladalna rampa. Ob uvozu na postajo se cepi tudi industrijski tir do Merkurja.

## Lokomotiva JŽ 53-019
5. julija 2008, ob praznovanju stoletnice izgradnje proge med Kranjem in Tržičem, je bila na območju nakelske postaje uradno razstavljena obnovljena parna lokomotiva JŽ 53-019, ki je vlekla zadnji redni vlak v Tržič.